# Acácio I de Antioquia
Acácio I de Antioquia (em latim: Acacius; em siríaco:  Aqaq) foi o patriarca de Antioquia entre 458 e 461, um período marcado pela controvérsia monofisista que seguiu ao Concílio de Calcedônia. Ele era um calcedoniano. Quase nada se sabe sobre sua vida.